# Tillandsia cyanea
Espèce
Classification phylogénétique
Statut de conservation UICN

 NT  : Quasi menacé
Tillandsia cyanea, dite tillandsia raquette, est une plante épiphyte (50 cm x 50 cm) de la famille des broméliacées possédant une inflorescence ayant l'aspect d'une raquette rosée, avec des écailles entre lesquelles sortent les unes après les autres des fleurs bleues.
Elle est endémique des forêts tropicales de  l'Équateur.

## Galerie

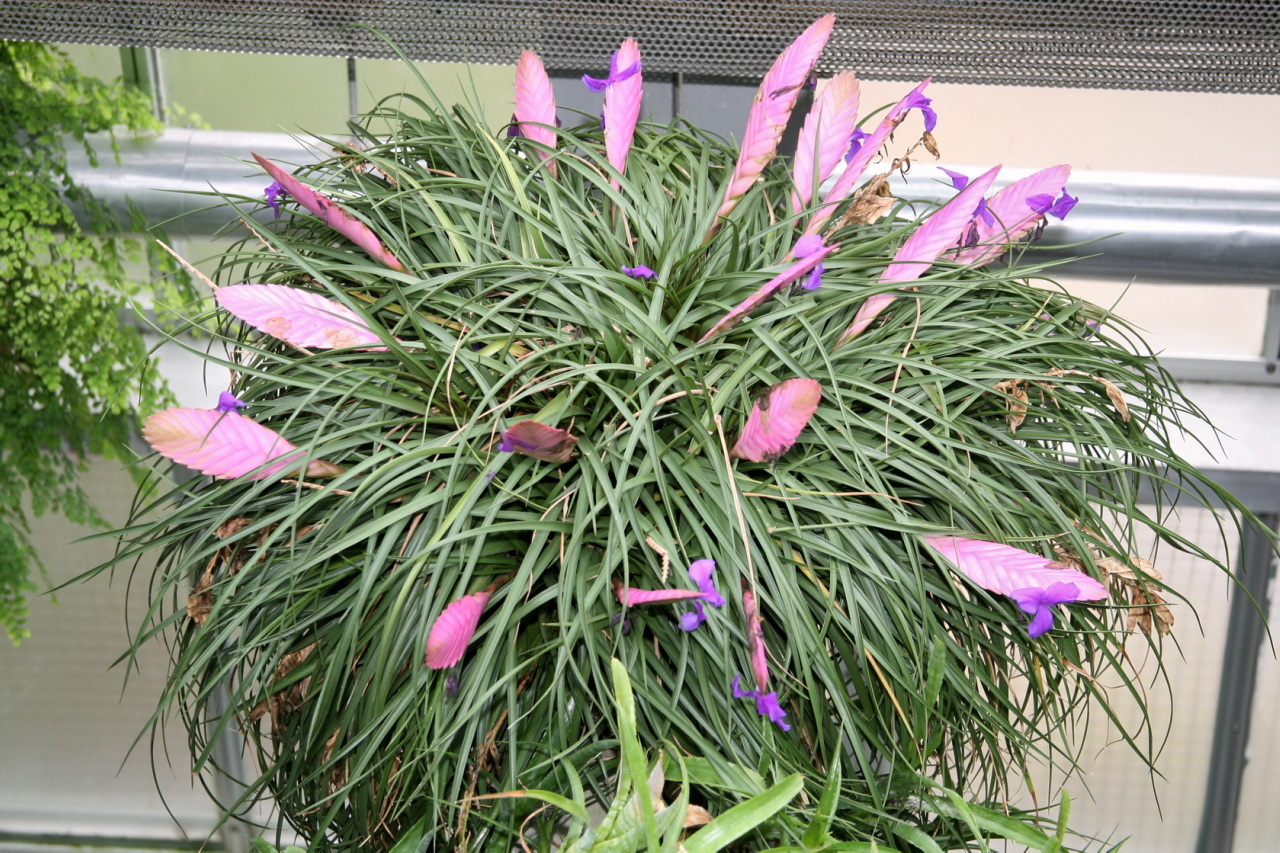